# AGFA
AGFA-Gevaert N.V. (Agfa) é uma empresa multinacional belga que desenvolve, produz e distribui produtos e sistemas digitais, assim como analógicos, na área de processamento e reprodução de imagens. A empresa é basicamente dividia em 2 áreas: healthcare (saúde) e gráfica. A empresa oferece também produtos para a área cinematográfica.

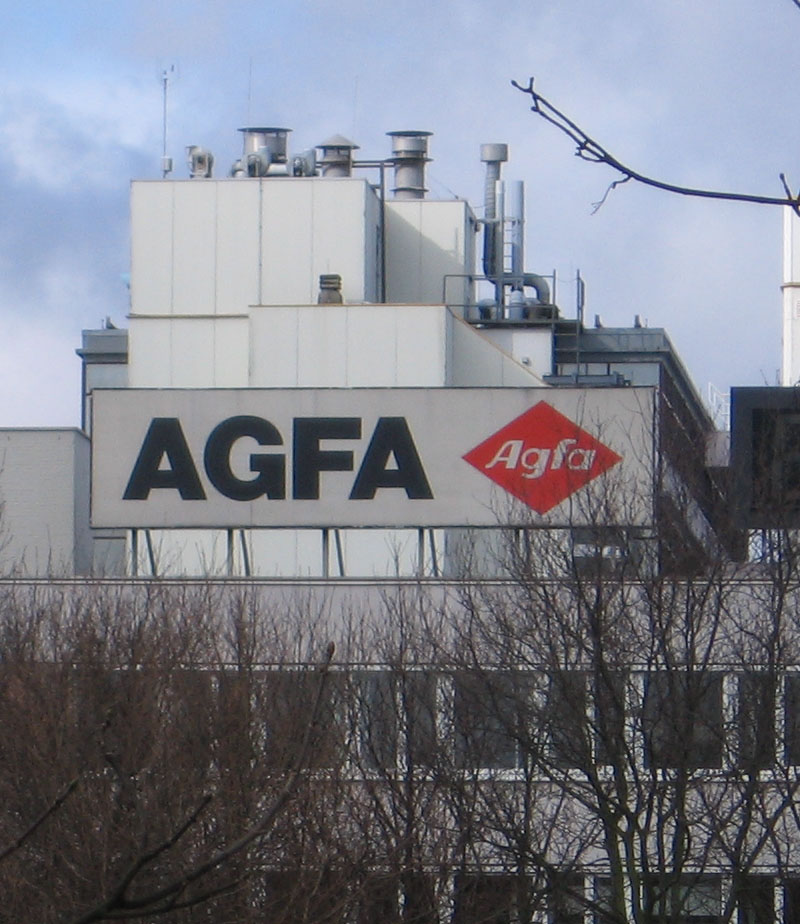
Fabrica da AGFA na cidade de Rijswijk na Holanda.

A AGFA foi durante décadas um dos maiores fabricantes europeus de filmes fotográficos, ficando atrás somente dos seus maiores concorrentes: Kodak e Fujifilm. Em 2004 a AGFA vendeu a sua divisão fotográfica, que apesar de ser o seu carro forte, estava insustentável. O foco das atividades AGFA ficou sendo: produtos para área gráfica e healthcare.

## História
- 1867: Fundação da empresa Aktiengesellschaft für Anilinfabrikation (Empresa de produção de anilina) na antiga cidade Rummelsburg (atualmente Lichtenberg, próximo a Berlim). Os fundadores foram Paul Mendelssohn Bartholdy (filho do compositor Felix Mendelssohn Bartholdy) e Carl Alexander von Martius.
- 1894: Fundação, em Antuérpia, Bélgica, da L. Gevaert & Cie.
- 1897: A logomarca AGFA começa a ser usada.
- 1898: Introdução das chaparas e filmes de raios-x.
- 1912: Bayer constrói uma fabrica em Leverkusen, Alemanha, onde químicos para filmes assim como papéis fotográficos são manufaturados.
- 1922: Introdução de filmes médico-hospitalares com duas faces.
- 1925: Como parte da consolidação da indústria química alemã, as atividades relacionadas a fotografia são combinadas com as da Bayer.
- 1932: Introdução de filmes para raios-x que requirem uma dosagem menor.
- 1937: Introdução do filme colorido Agfacolor-Neu.
- 1940: O Agfacolor negativo-positivo colorido foi usado pela primeira vez no filme: "Frauen sind doch bessere Diplomaten" (As mulheres são as melhores diplomatas) pela produtora alemã UFA.
- 1942: Introdução dos produtos de intensificação de tela.
  - Durante a Segunda Guerra Mundial a AGFA se tornou parte da IG Farben, um conglomerado de todas as empresas químicas da Alemanha. Após a vitória dos aliados a IG Farben foi condenada por crimes de guerra. A AGFA então se desligou do conglomerado da IG Farben.

- 1952: Restabelecimento da “AGFA AG” como subsidiária da Bayer, em Leverkusen.
- 1964: União da Agfa AG e Gevaert Photo-Producten N.V. com a Bayer AG e Gevaert.
- 1972: Introdução do filme de mamografia.
- 1981: Bayer compra a Gevaert e se torna assim proprietário da AGFA.
- 1988: Aquisição  da Compugraphic Corporation.
- 1990:
  - Venda dos produtos da fitas magnéticas.
  - Introdução dos produtos relacionados a radiografia computadorizada (CR).

- 1994: Introdução dos produtos utilizando o sistema PACS.
- 1996: Aquisição  da Hoechst (chapas de impressão).
- 1997: Venda da divisão de gravação de filmes para a empresa alemã CCG Digital Image Technology.[3]
- 1998:
  - Aquisição  da Dupont's, empresa atuante na área de impressão “offset”.
  - Venda da parte de sistemas de cópia AGFA para a Lanier Worldwide Inc.
  - Aquisição  da CEA AB.
  - Aquisição  da Monotype Typography Inc.

- 1999:
  - Aquisição  da Sterling Diagnostic Imaging (Sterling Diagnóstico por Imagem).
  - A separação entre AGFA e Bayer é feita.

- 2000:
  - Aquisição  da Krautkramer, um produtor de sistemas de ultra-som.
  - Aquisição  da Quadrat, um produtor europeu de sistema de informação na área de radiologia.
- 2001:
  - Aquisição  da empresa americana Autologic.
  - Aquisição  da Talk Technology, uma fabricante de sistema de reconhecimento de voz.
  - Aquisição  da empresa alemã Seifert e da Pantak,  ambos produtores de equipamentos de raios-x.
  - Aquisição  em partes da MediVision, desenvolverdor e produtor de sistemas de imagem digital para oftalmologia.
  - A AGFA encerra suas atividades relacionadas à scanners e câmeras digitais em Setembro de 2001. Um suporte para ambas as áreas não é mais oferecido.

- 2002: Aquisição  da Mitra Imaging Inc., desenvolvedor atuante na área de “healthcare”.
- 2003:
  - Uma nova fabrica de chapas de impressão é aberta em Wuxi, China.
  - Aquisição da Granite Systems, uma produtora de software e drivers para impressoras e equipamentos multifuncionais.

- 2004:
  - Aquisição da Dotrix, uma produtora belga de sistemas de impressão digital coloridos para a aplicação industrial.
  - Aquisição da Lastra, produtora italiano de chapas, químicos e equipamentos para impressão “offset”.
  - Venda da divisão de negócios relacionados a produtos para consumidores finais. A empresa AgfaPhoto foi fundada em parceria com a AGFA, podendo utilizar a logomarca e o nome AGFA. Após um ano de atuação a AgfaPhoto faliu e encerrou suas atividades.
  - Aquisição da ProImage, empresa israelita que desenvolvia web browsers, oferecendo soluções para empresas atuantes no ramo de impressão de jornais.
  - Aquisição da Symphonie On Line, uma firma francesa que atuava no ramo de TI e desenvolvia sistemas EPR (electronic patient record).
  - Venda da Agfa Monotype Corporation, uma repartição da AGFA que oferecia fonte tipográficass, assim como softwares relacionados a fontes tipográficas.
  - Aquisição da GWI, uma desenvolvedora alemã que oferecia sistemas de informação para o uso médico.

- 2005:
  - Aquisição da Heartlab, Inc., uma desenvolvedora americana que comercializava sistemas de informação e imagem para a área de cardiologia.
  - Aquisição da Med2Rad, uma firma com sede na Itália que também desenvolvia sistemas médicos de informação.
  - Os produtos de jato de tinta para a área industrial foram lançados no mercado.

- 2006:
  - A AGFA anuncia que uma reestruturação mundial da empresa será feita, devido a isso um corte de 2000 funcionários será feito até o ano de 2008.
  - O banco belga KBC adquire 27% de share da AGFA.

- 2007:
  - Em Fevereiro, a AGFA-Gevaert anuncia a sua intenção de dividir a empresa em três partes independentes, sendo elas: Agfa Graphics (área gráfica), Agfa HCES (healthcare e TI) e Agfa Materials (materiais para indústrias).
  - A divisão é programada para ocorrer no verão de 2008.

- 2008:
  - No final de Abril, a AGFA anuncia que a ideia de dividir-se em três empresas independentes não é mais viável.

- 2010:
  - A Agfa divide-se em duas empresas distintas: Agfa Gevaert voltada para área gráfica. Agfa HealthCare com foco em produtos de diagnóstico por imagem.

- 2011
  - Aquisição da WPD, uma desenvolvedora brasileira que comercializava sistemas de Gestão Hospitalar e BI.

## Estrutura da empresa

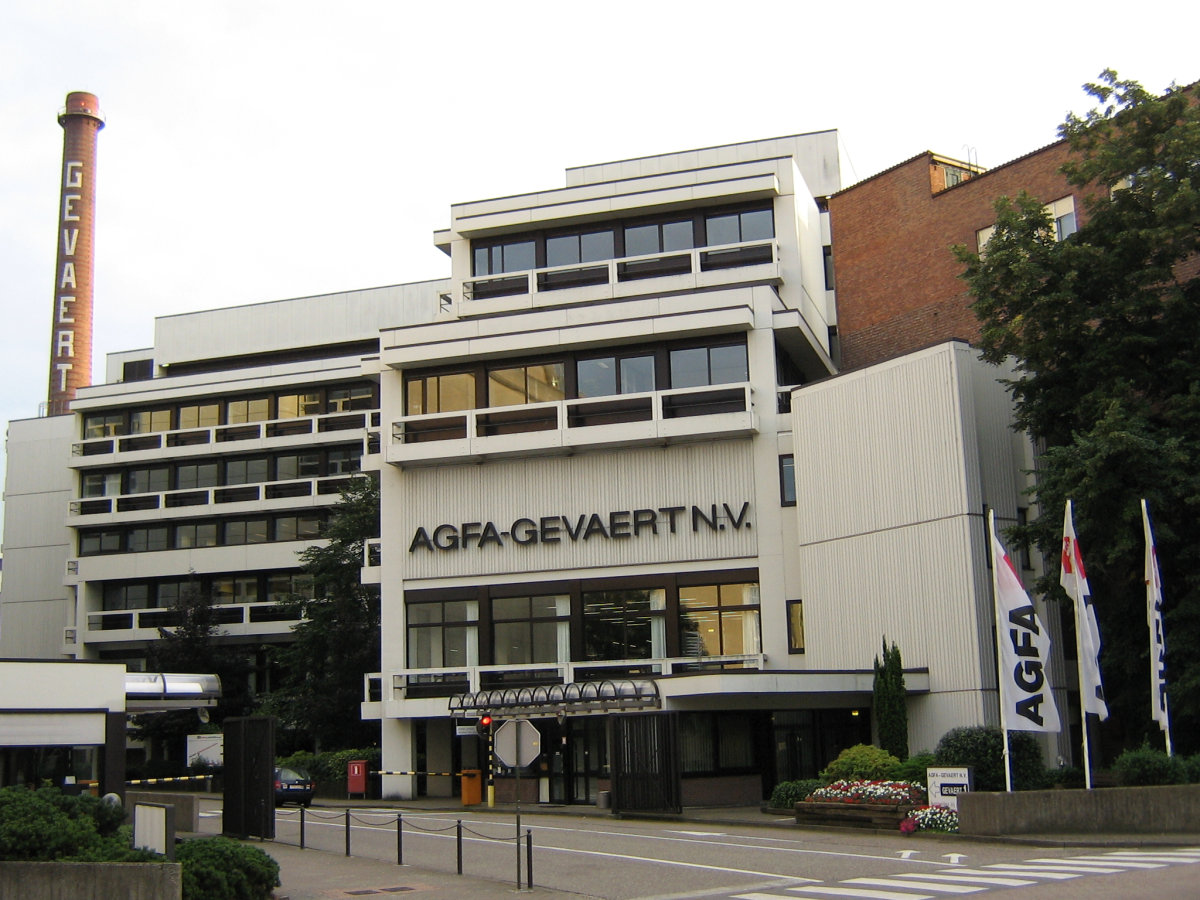
Sede da AGFA em Mortsel, Bélgica.

Com sede na cidade Mortsel, na Bélgica, a empresa conta com cerca de 120 representações no mundo todo, além de 40 filiais. No Brasil a filial da empresa é situada na cidade de São Paulo. Na cidade Suzano, no Estado de São Paulo, a AGFA possui uma fábrica de chapas de impressão, empregando no total 300 funcionários. O número de funcionários da empresa, em âmbito internacional, é de 13.565 (número registrado em 2007). A AGFA-Gevaert possui no mundo todo cerca de 10 fabricas, incluindo em cidades como Bélgica, Itália, França, Alemanha, China e Estados Unidos.

### Medicina e saúde
Grupo de negócios voltado para soluções médico -hospitalares, em especial na área de imagens médicas. A empresa comercializa produtos para radiologia, tais como: filmes, impressoras e equipamentos para revelação de filmes, assim como digitalizadores de imagem radiográfica. Além disso, a AGFA também oferece sistemas de integração digital em cardiologia, oftalmologia, além de radiologia. Alguns exemplos de produtos que a empresa comercializa são:
- Radiologia digital (DR)
- Radiologia computadorizada (CR)
- Sistemas PACS para radiologia e cardiologia
- Sistema de informação para radiologia e cardiologia
- Estações de trabalho para ortopedia
- Impressoras para filmes e papéis
- Produtos para a área de mamografia
- Etc

### Área gráfica
Sistemas digitais e analógicos de impressão, softwares, assim como consumíveis. Abaixo, alguns exemplos de produtos:
- Filmes para a área gráfica
- Chapas de impressão offset
- Sistemas de impressão de alta qualidade (notas, cédulas de dinheiro)
- Sistemas de impressão em grande escala (área têxtil, papéis de parede, etc.)
- Sistemas para impressão industrial a jato de tinta
- Dentre outros

## Galleria de fotos
Abaixo algumas câmeras fotográficas produzidas pela AGFA:

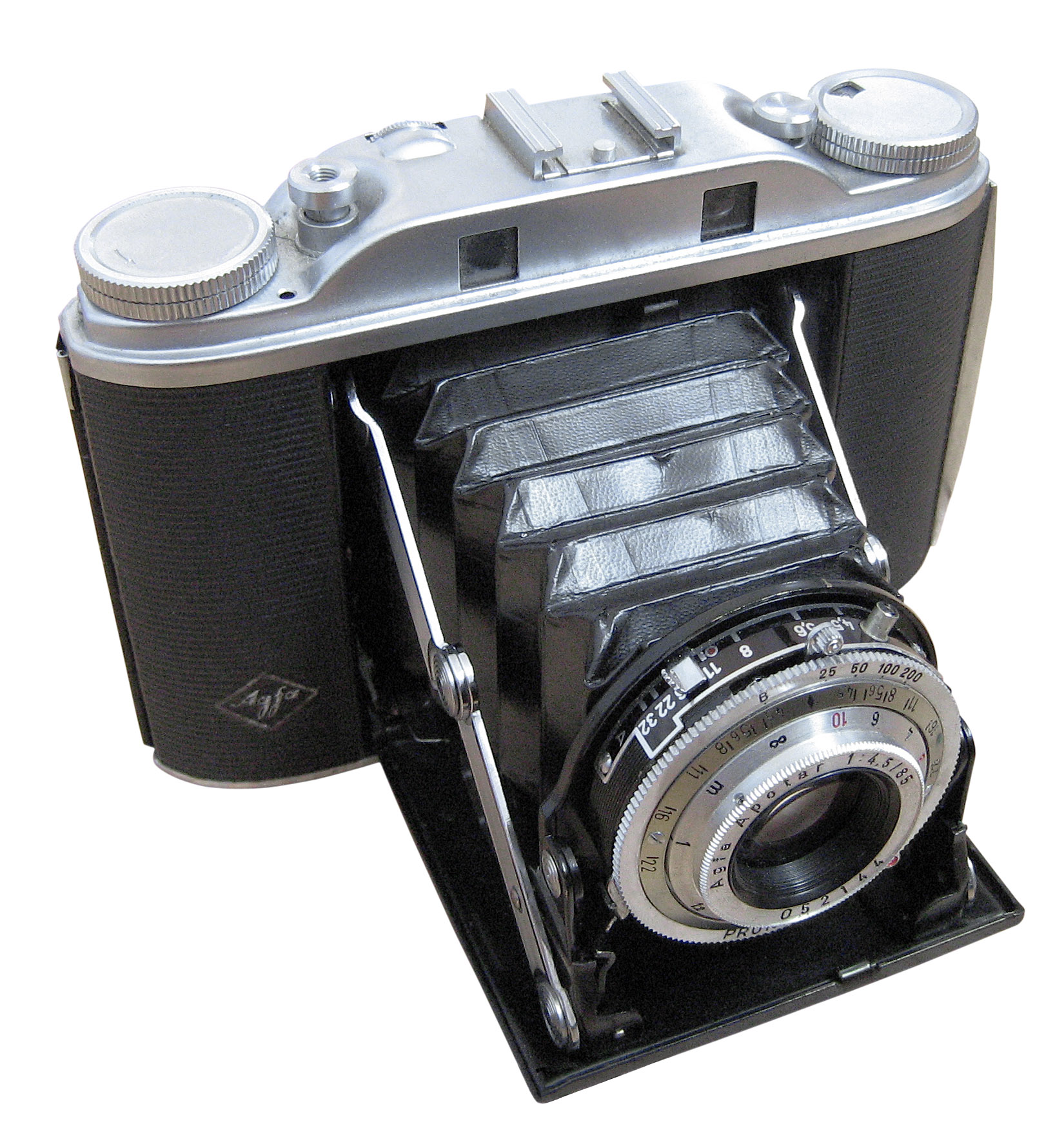
Agfa Isolette III, 1951 até 1959
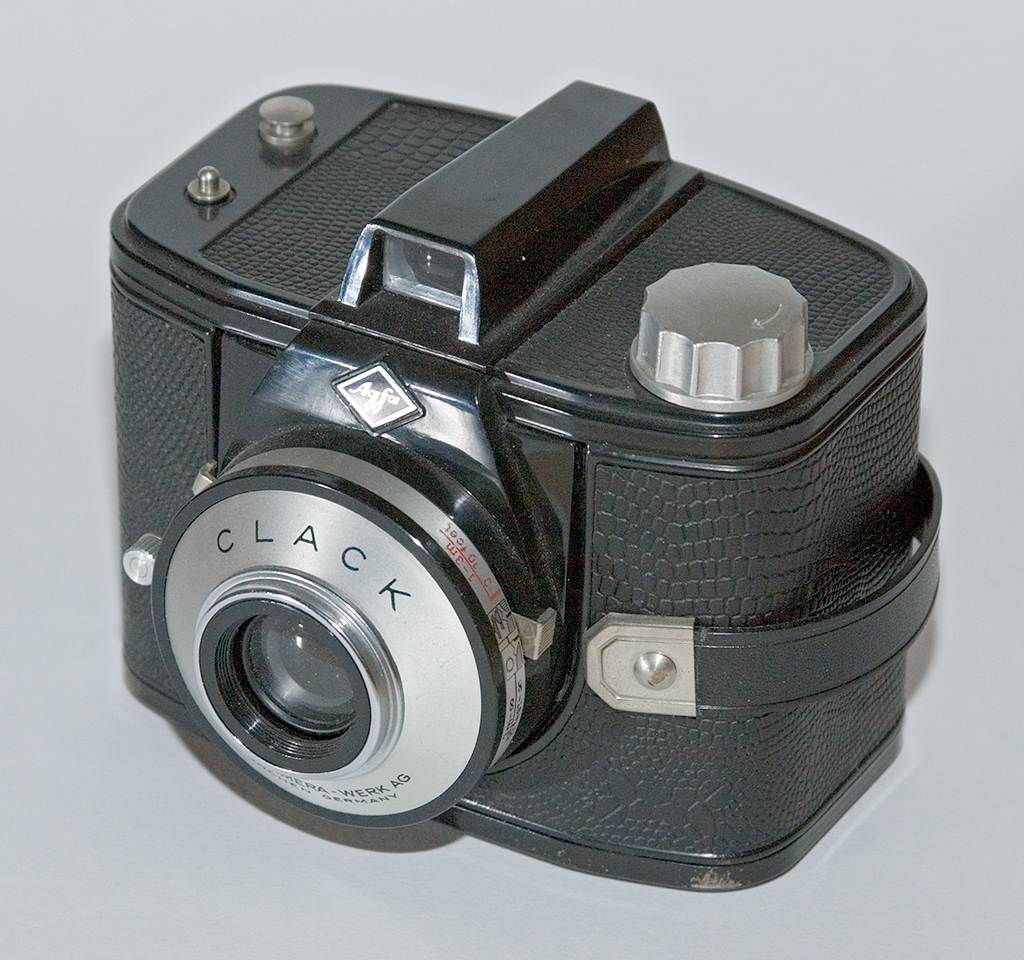
Agfa Clack
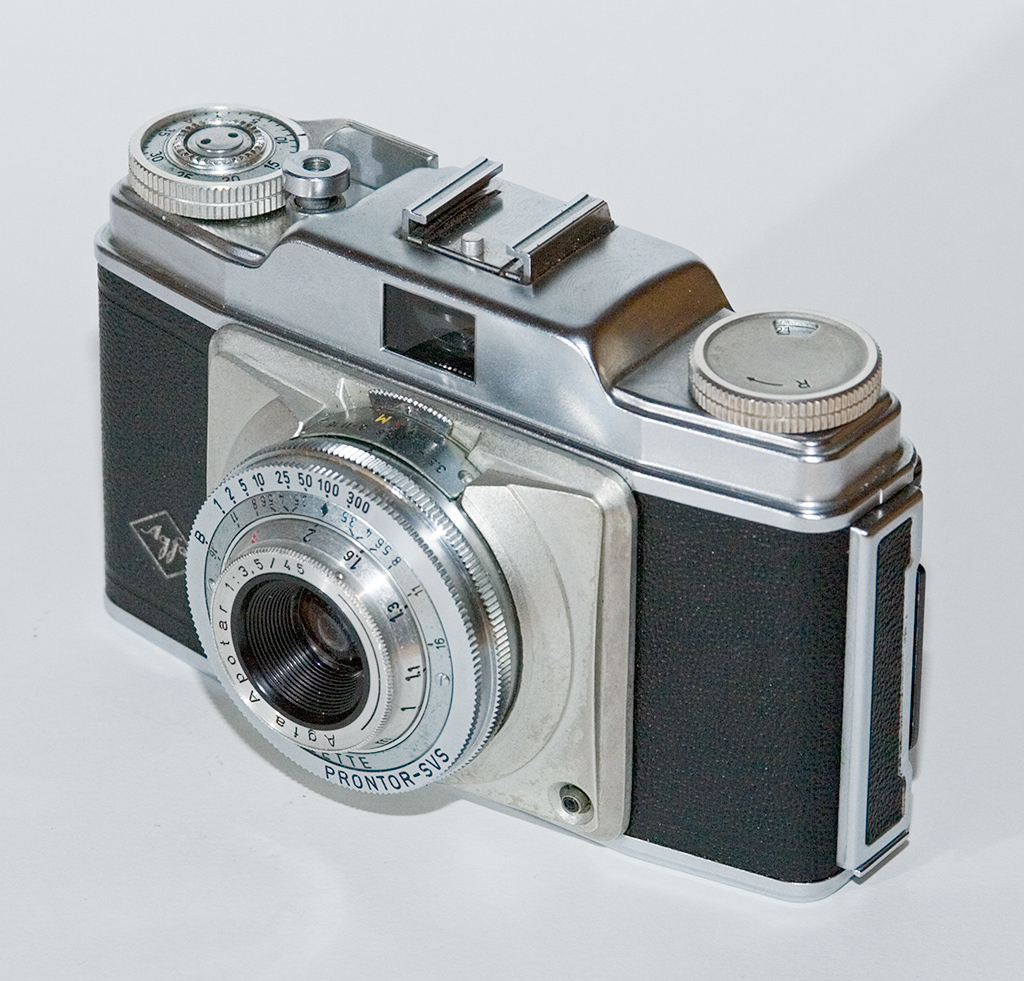
Agfa Silette, 1954 até 1957
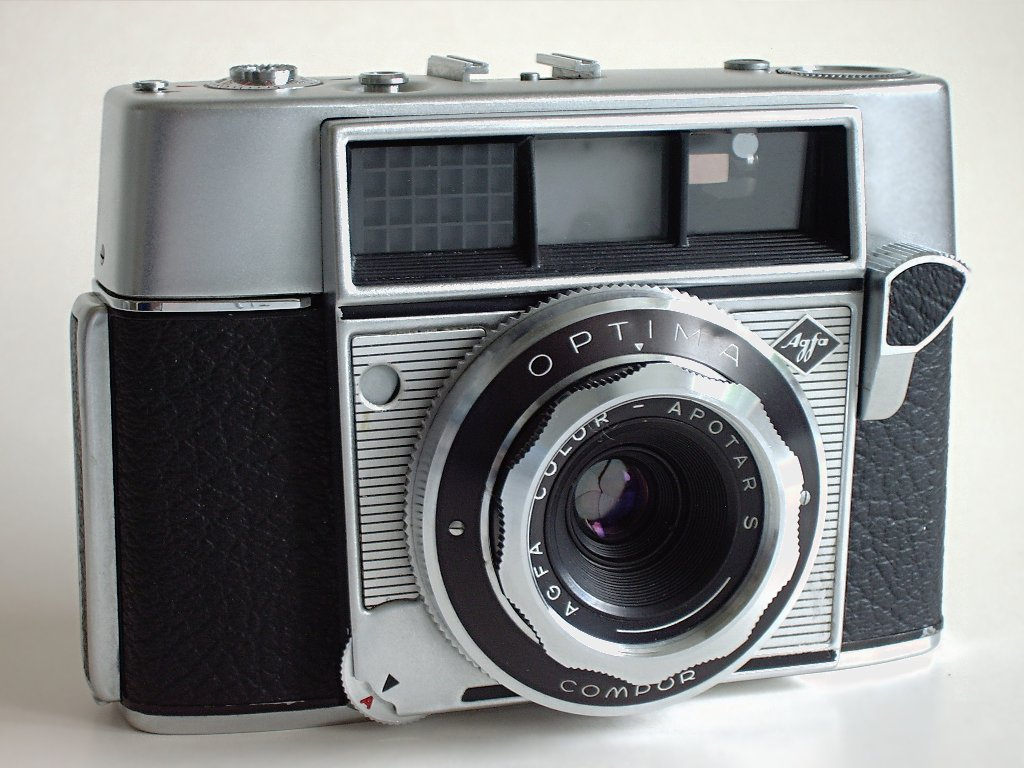
A primeira Agfa Optima, 1959
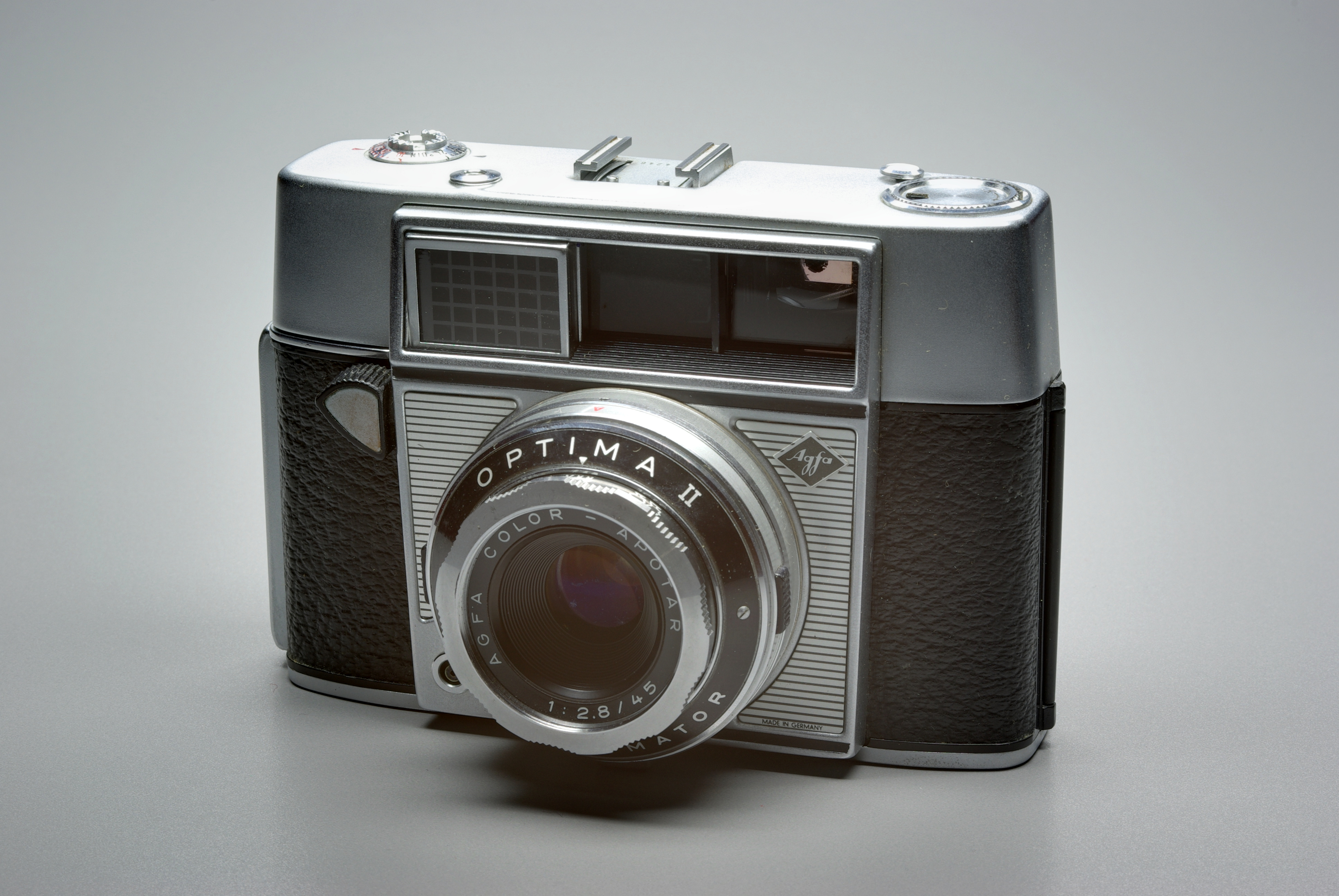
A Optima II
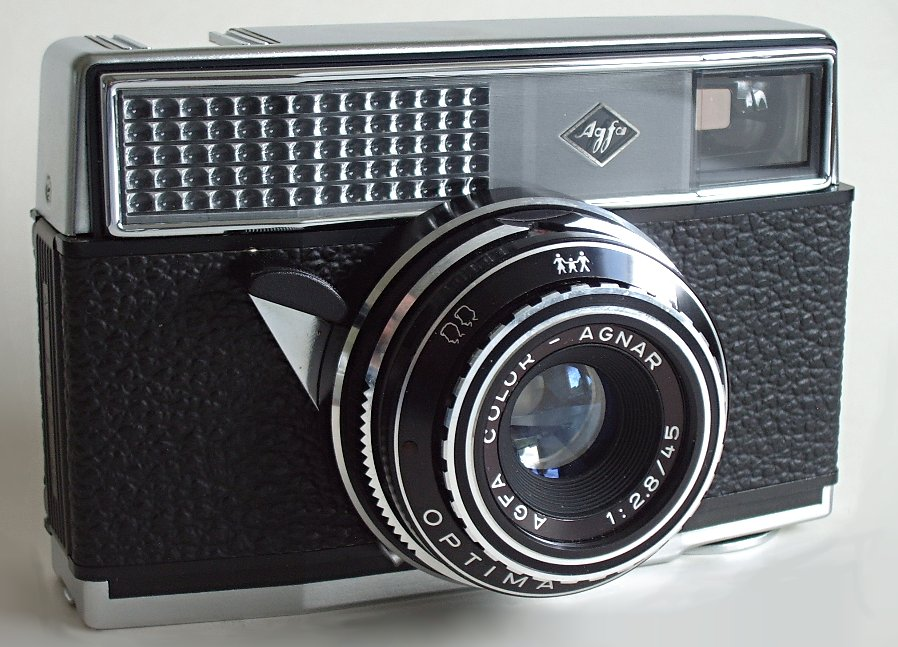
Agfa Optima Rapid 250, 1965
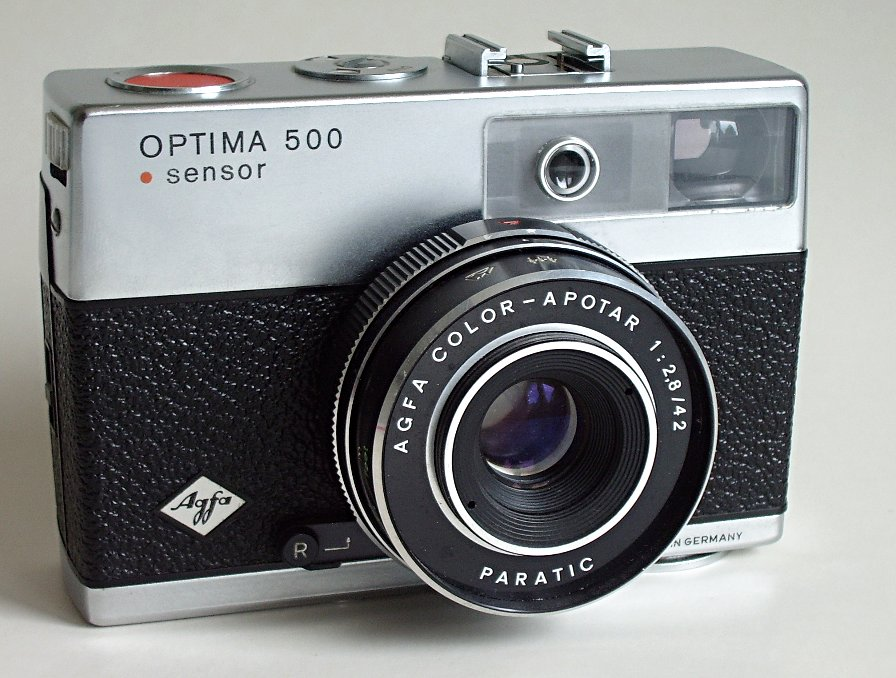
Agfa Optima 500 Sensor de 1969 cromado
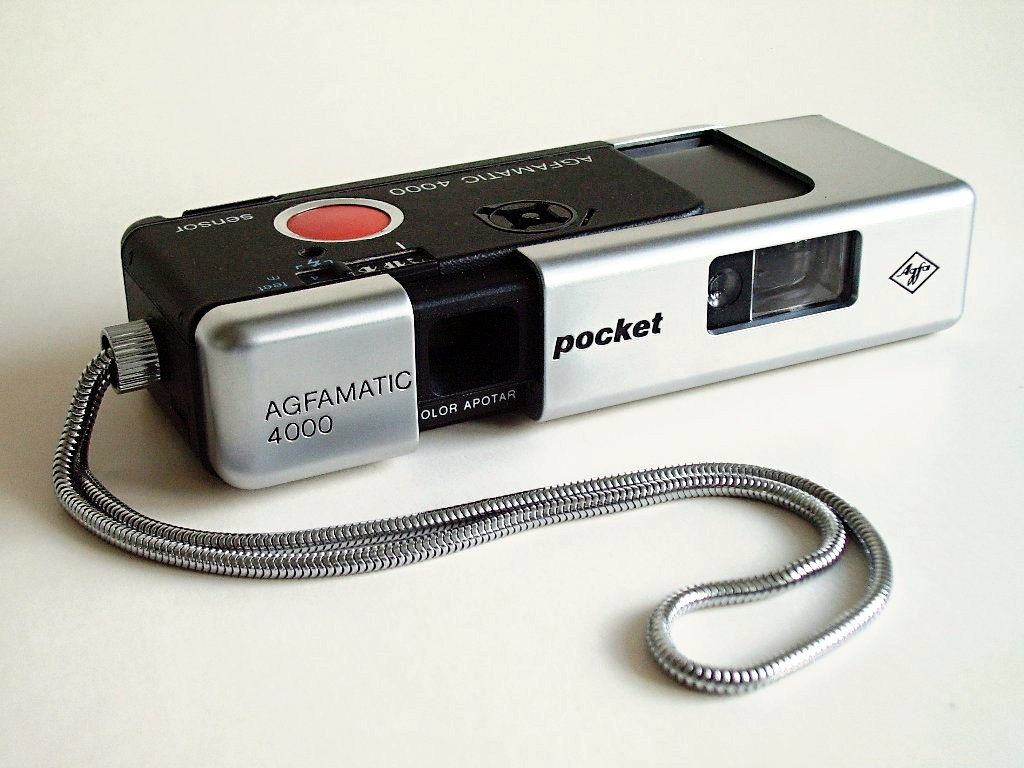
Agfamatic Pocket 4000